# Вайтцель, Фриц
Фриц Вайтцель (нем. Fritz Weitzel, настоящее имя Фридрих Филипп Вайтцель нем. Friedrich Phillip Weitzel, 27 апреля 1904, Франкфурт-на-Майне — 19 июня 1940, Дюссельдорф) — один из создателей СС, группенфюрер СА (18 декабря 1931), обергруппенфюрер СС (9 сентября 1933).

## Биография
Фриц Вайтцель родился 27 апреля 1904 года в Франкфурте-на-Майне в семье офицера. После обучения на слесаря принимал активное участие в молодёжном социалистическом движении. В 1924 году вступил в СА. В сентябре 1925 года вступил в НСДАП (билет № 18 833). 18 ноября 1926 года одним из первых примкнул к СС (билет № 408). В 1927 году сформировал и возглавил в Дюссельдорфе отряд СА, с того же года командир областного отряда СС «Гессен-Нассау-Юг». С 1928 по 1929 командовал областными отрядами СС «Рейнланд-Юг», «Рейнпфальц» и «Гессен-Нассау-Север». 1 мая 1928 года сформировал и возглавил 2-й штандарт СС «Гессен» (Франкфурт-на-Майне). С 18 ноября 1929 - штандартенфюрер СС. Одновременно с ноября 1929 командир областного отряда СС «Рейнланд». C 11 июля 1930 - оберфюрер СС, С 20 июля 1930 по 6 октября 1932 года руководитель V абшнита СС, со штаб-квартирой в Эссене. С 18 декабря 1931 - группенфюрер СС.
В 1930 году был избран депутатом Рейхстага от Гессен-Нассау. В 1933 году женился на Бетти Добиндт (у них было 2 дочери и 1 сын). С мая 1933 года полицай-президент Дюссельдорфа, на этой должности разогнал местные партии КПГ и СДПГ, при поддержке СС вёл активную борьбу с политическими противниками режима. С 11 июля 1933 года прусский государственный советник. С 16 ноября 1933 года командир оберабшнита СС «Запад» (фактически с ноября 1929 года), объединявшего все части СС на Западе Германии. 9 сентября 1933 года получил звание обергруппенфюрера СС.

В 1939 году написал книгу «Проведение годовых праздников в семье СС», в которой описывалось проведение праздничных ритуалов для членов СС и их семей. В книге Вайтцель писал:
Эта публикация объясняет в своём первом разделе смысл и значимость наиболее важных празднований года, а во втором – правила организации семейных торжеств. Она предназначена для того, чтобы помочь мужчинам и женщинам из семьи СС получить понимание и опыт проведения этих празднований. Эта публикация должна стать верным спутником для женщины, так как на неё возложена большая ответственность за подготовку и организацию торжеств. Знание обычаев наших предков даёт нам внутреннюю силу духа. Следование этим обычаям даёт нам поддержку и направление в дальнейшем развитии.
Весной 1940 года Вайтцель предложил Гиммлеру учредить для офицеров Войск СС кинжал армейского образца, которым можно было бы пользоваться на фронте, в то время как обычный кинжал образца 1933 года запрещалось носить с полевой формой. Однако Гиммлер не поддержал эту идею. После оккупации Норвегии 20 апреля 1940 был назначен первым высшим руководителем СС и полиции «Север» со штаб-квартирой в Осло. Во время отпуска погиб в своём доме во время ночной бомбардировки Дюссельдорфа английской авиацией. После смерти Вайтцеля его имя было присвоено 20-му штандарту СС.

## Награды
- Шеврон старого бойца
- Памятный знак «Нюрнберг 1929»
- Спортивный знак СА в золоте
- Имперский спортивный знак в серебре
- Медаль «В память 13 марта 1938 года»
- Медаль «В память 1 октября 1938 года»
- Медаль «За сооружение Атлантического вала»
- Великий офицер Ордена Святых Маврикия и Лазаря
- Командор Ордена Святых Маврикия и Лазаря
- Золотой партийный знак НСДАП
- Медаль За выслугу лет в НСДАП в бронзе и серебре
- Кольцо «Мёртвая голова»
- Почётная сабля рейхсфюрера СС